# Симеон Попович
Симеон (на сръбски: Симеон) е сръбски духовник, злетовско-струмишки епископ на Сръбската православна църква в периода 1934 – 1939 година.

## Биография
Роден е на 20 април 1874 година с фамилията Попович (Поповић) в Лиешче, Босна, тогава в Османската империя. Основно образование завършва в Дервента, гимназия в Сремски Карловци, след което става доктор по богословие от Богословския факултет на Черновицкия университет. Работи като суплен в Релевската семинария, а три години по-късно става учител по вероучение в Сараево. В 1909 година отново е преподавате в Релевската семинария. През Първата световна война е осъден от австро-унгарските власти като предател и прекарва две години в затвора. После работи като парохийски свещеник в Църни Луг, тъй като просветната служба му е забранена, преподавател по вероучение в Бръчко и Сараево. Дълго време редактира „Источник“. Кандидат е за банялучко-бихачки и по-късно за зворничко-тузлански митрополит, но австро-унгарските власти не одобряват кандидатурата му.
След създаването на Югославия е член на комисията за уеднаквяване на църковното законодателство в Белград (1919 – 1921). Преподава богословие в Призренската семинария, на която в 1924 година става ректор.
През 1934 година е избран за злетовско-струмишки епископ в Щип и е ръкоположен на 16 октомври в съборния храм „Свети Никола“ в Сремски Карловци. Епископ Симеон умира на 21 октомври 1939 година в Щип и погребан в храма „Свети Архангел Михаил“.